# Brian O’Neill (hokeista)
Brian O’Neill (ur. 1 czerwca 1988 w Yardley, Pensylwania) – amerykański hokeista, reprezentant Stanów Zjednoczonych, dwukrotny olimpijczyk.

## Kariera
- Germantown Academy (2004-2006)
- Philadelphia Jr. Flyers 18U AAA (2005-2007)
- Chicago Steel (2007-2008)
- Yale University (2008–2012)
- Manchester Monarchs (2012-2015)
- New Jersey Devils (2015/2016)
- Albany Devils (2015/2016)
- Jokerit (2016-2022)
- EV Zug (2022-)

Przez cztery lata grał w akademickiej lidze NCAA w barwach zespołu z Uniwersytetu Yale. Został absolwentem studiów na tej uczelni. W ostatnim sezonie gry tamże (2011/2012) w marcu 2012 podpisał kontrakt wstępujący z Los Angeles Kings z rozgrywek NHL. Od tego czasu grał w barwach Manchester Monarchs w AHL i występował w jego barwach do 2015. Jednocześnie przedłużał kontrakt z LA Kings w lipcu 2013 o rok i w maju 2014 o dwa lata. W październiku 2015 przeszedł do New Jersey Devils. W sezonie NHL (2015/2016) grał w tym zespole oraz równolegle w drużynie farmerskiej, Albany Devils, w AHL. W maju 2016 został graczem fińskiego klubu Jokerit, występującego w rosyjskich rozgrywkach KHL. Przedłużał umowę w lipcu 2017 o rok, w grudniu 2017 o trzy lata, w grudniu 2020 o trzy lata. W maju 2022 związał się dwuletnią umowę ze szwajcarskim klubem EV Zug.
W barwach Stanów Zjednoczonych uczestniczył w turniejach zimowych igrzysk olimpijskich 2018, 2022.

## Sukcesy
Klubowe
- Mistrzostwo NCAA: 2009 z Yale University
- Puchar Caldera – mistrzostwo AHL: 2015 z Manchester Monarchs

Indywidualne
- ECHL 2007/2008:
  - Skład gwiazd pierwszoroczniaków
- ECHL (ECAC) 2008/2009:
  - Skład gwiazd akademików
  - Skład gwiazd pierwszoroczniaków
- ECHL (ECAC) 2010/2011:
  - Skład gwiazd turnieju
  - Pierwszy skład gwiazd
- ECHL (ECAC) 2011/2012:
  - Drugi skład gwiazd akademików
  - Pierwszy skład gwiazd
  - Skład gwiazd D1 (New England)
  - Pierwszy skład gwiazd All-Ivy League
  - Najlepszy zawodnik All-Ivy League
- AHL (2014/2015):
  - Najlepszy zawodnik miesiąca: grudzień 2014
  - Pierwsze miejsce w klasyfikacji asystentów w sezonie zasadniczym: 58 asyst
  - Pierwsze miejsce w klasyfikacji kanadyjskiej w sezonie zasadniczym (John B. Sollenberger Trophy): 80 punktów
  - Pierwsze miejsce w klasyfikacji +/- w sezonie zasadniczym: +30
  - Najbardziej Wartościowy Zawodnik (MVP) (Les Cunningham Award)
  - Mecz Gwiazd AHL
  - Drugi skład gwiazd
- KHL (2018/2019):
  - Trzecie miejsce w klasyfikacji asystentów w sezonie zasadniczym: 45 asyst
  - Piąte miejsce w punktacji kanadyjskiej w sezonie zasadniczym: 58 punktów
- KHL (2020/2021):
  - Drugie miejsce w klasyfikacji asystentów w sezonie zasadniczym: 42 asysty
  - Pierwsze miejsce w klasyfikacji +/- w sezonie zasadniczym: +30[11]
- KHL (2021/2022):
  - Trzecie miejsce w klasyfikacji asystentów w sezonie zasadniczym: 33 asysty